# Шлеммер, Ханс
Ханс Шлеммер (нем. Hans Schlemmer; 18 января 1893 — 26 января 1973) — немецкий офицер, участник Первой и Второй мировых войн, генерал горных войск, кавалер Рыцарского креста с Дубовыми листьями.

## Начало военной карьеры
В августе 1913 года — поступил на военную службу фанен-юнкером (кандидат в офицеры), в артиллерийский полк.

## Первая мировая война
С декабря 1914 года — лейтенант, командовал артиллерийским взводом, затем батареей. С марта 1918 года — старший лейтенант. За время войны награждён Железными крестами обеих степеней.

## Между мировыми войнами
Продолжил службу в рейхсвере. К началу Второй мировой войны — командир артиллерийского полка, полковник.

## Вторая мировая война
В сентябре-октябре 1939 года — участвовал в Польской кампании.
В мае-июне 1940 года — участвовал во Французской кампании.
С 22 июня 1941 года — участвовал в германо-советской войне. С 17 декабря 1941 года — командир 134-й пехотной дивизии (под Москвой).
В январе 1942 года — награждён Золотым немецким крестом. С марта 1942 — генерал-майор. В апреле 1942 года — награждён Рыцарским крестом.
С января 1943 года — генерал-лейтенант.
В январе 1944 года — награждён Дубовыми листьями к Рыцарскому кресту. С июля 1944 года — командующий 75-м армейским корпусом (в Италии). С ноября 1944 года — в звании генерал горных войск.
3 мая 1945 года — взят в американский плен.

## Награды
- Железный крест 2-го класса (9 ноября 1914) (Королевство Пруссия)
- Орден «За военные заслуги» 4-го класса с короной и мечами (Королевство Бавария)
- Нагрудный знак «За ранение» (1918) чёрный
- Почётный крест Первой мировой войны 1914/1918 с мечами (1934)
- Пряжка к Железному кресту 2-го класса (25 октября 1939)
- Пряжка к Железному кресту 1-го класса (25 мая 1940)
- Немецкий крест в золоте (23 января 1942)
- Медаль «За зимнюю кампанию на Востоке 1941/42» (18 августа 1942)
- Рыцарский крест Железного креста с дубовыми листьями
  - рыцарский крест (21 апреля 1942)
  - дубовые листья (№ 369) (18 января 1944)
- Упоминание в Вермахтберихт (18 октября 1943 и 9 февраля 1944)